# Экономика
Эконо́мика (от др.-греч. οἶκος «дом, хозяйство» + νόμος «правило, закон»; дословно — «правила ведения домашнего хозяйства») — хозяйственная деятельность, а также совокупность общественных отношений, которые складываются в системе производства, распределения, обмена и потребления товаров и услуг. В результате этой деятельности непрерывно воспроизводятся блага, обеспечивающие жизнедеятельность людей.
Впервые слово «экономика» встречается в IV в. до нашей эры. Ксенофонт называет её «естественной наукой». Аристотель считал наиболее важным критерием правильного ведения хозяйства (экономики) нацеленность на создание благ для потребления и развития хозяйства. Он противопоставлял экономике хрематистику — деятельность, направленную исключительно на извлечение денежной выгоды.
Экономические процессы представляют собой сложную и всеохватывающую систему, они протекают в противоречивых условиях ограниченных ресурсов и безграничных потребностей человека и общества.

## Секторы экономики
- Первичный сектор экономики объединяет сельское хозяйство, рыболовство, лесоводство, охоту и добывающую промышленность.
- Вторичный сектор экономики — обрабатывающая промышленность и строительство.
- Третичный сектор экономики — так называемая сфера услуг.
- Четвертичный сектор экономики — информационные технологии, образование, научные исследования, глобальный маркетинг, банковские и финансовые услуги и другие услуги, связанные не с производством как таковым, а с его планированием и организацией (экономика знаний).

В зависимости от форм собственности выделяют государственный и частный сектор.
В зависимости от конкретных видов экономической деятельности различают реальный сектор экономики, непроизводственный, финансовый.

## Формы экономики
Выделяются следующие основные формы экономики из реально существующих:
- рыночная
- плановая
- традиционная
- смешанная

## Экономический рост
Экономический рост определяют как увеличение реального производства продукции в национальной экономике за определённый период времени (за месяц, квартал, год). В отличие от экономического развития, экономический рост — количественный показатель. Под реальным производством обычно понимают реальный (то есть очищенный от факторов инфляции) валовой внутренний продукт (ВВП), реже — реальные валовой национальный продукт (ВНП), чистый национальный продукт (ЧНП), или национальный доход (НД). Экономический рост тесно связан с ростом общего благосостояния: ростом продолжительности жизни, качества медицинского обслуживания, уровня образования, сокращением продолжительности рабочего дня и т. д.
Различают экстенсивные и интенсивные факторы роста экономики.

## История экономики

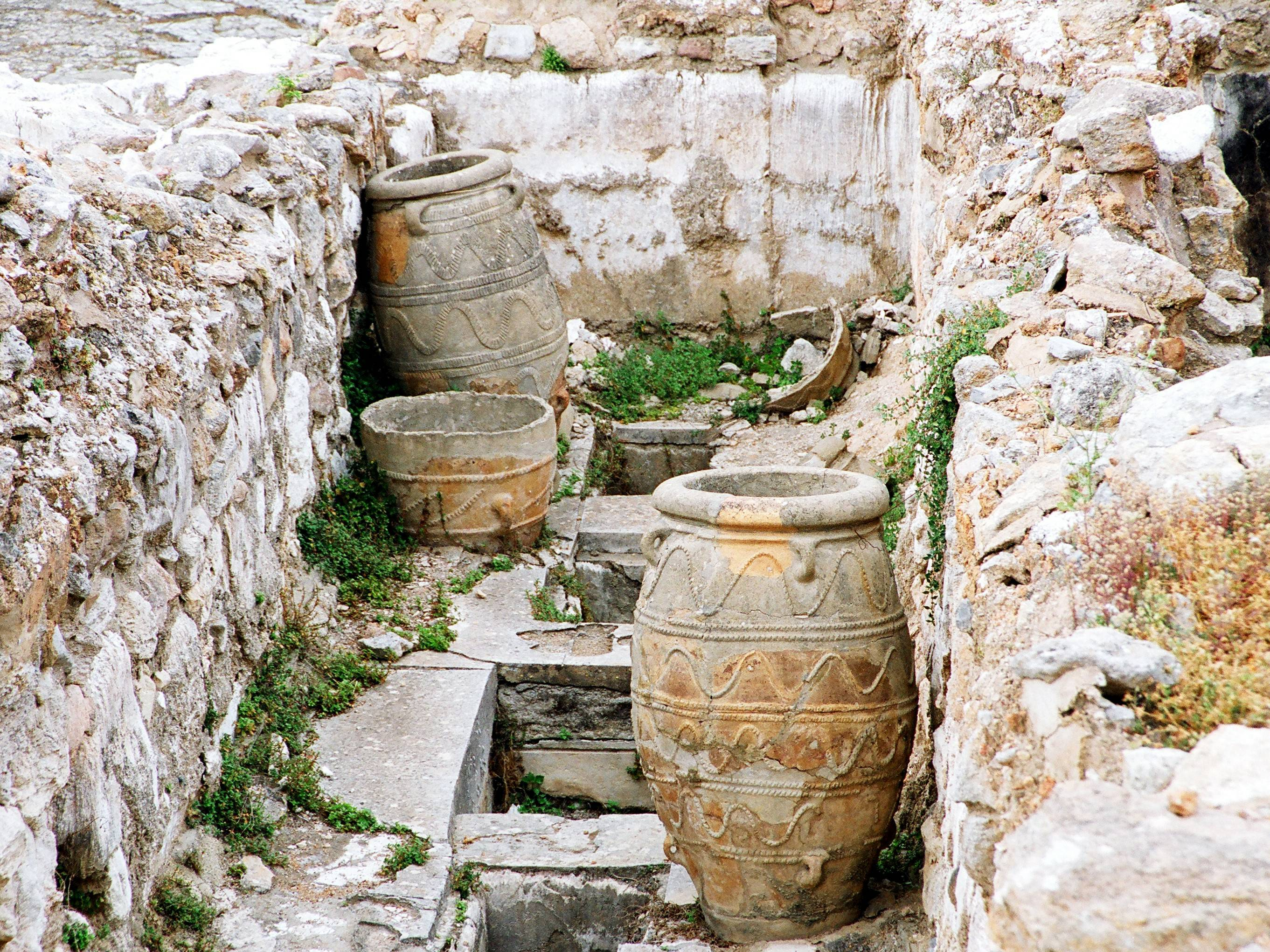
Кладовая, Кносский дворец

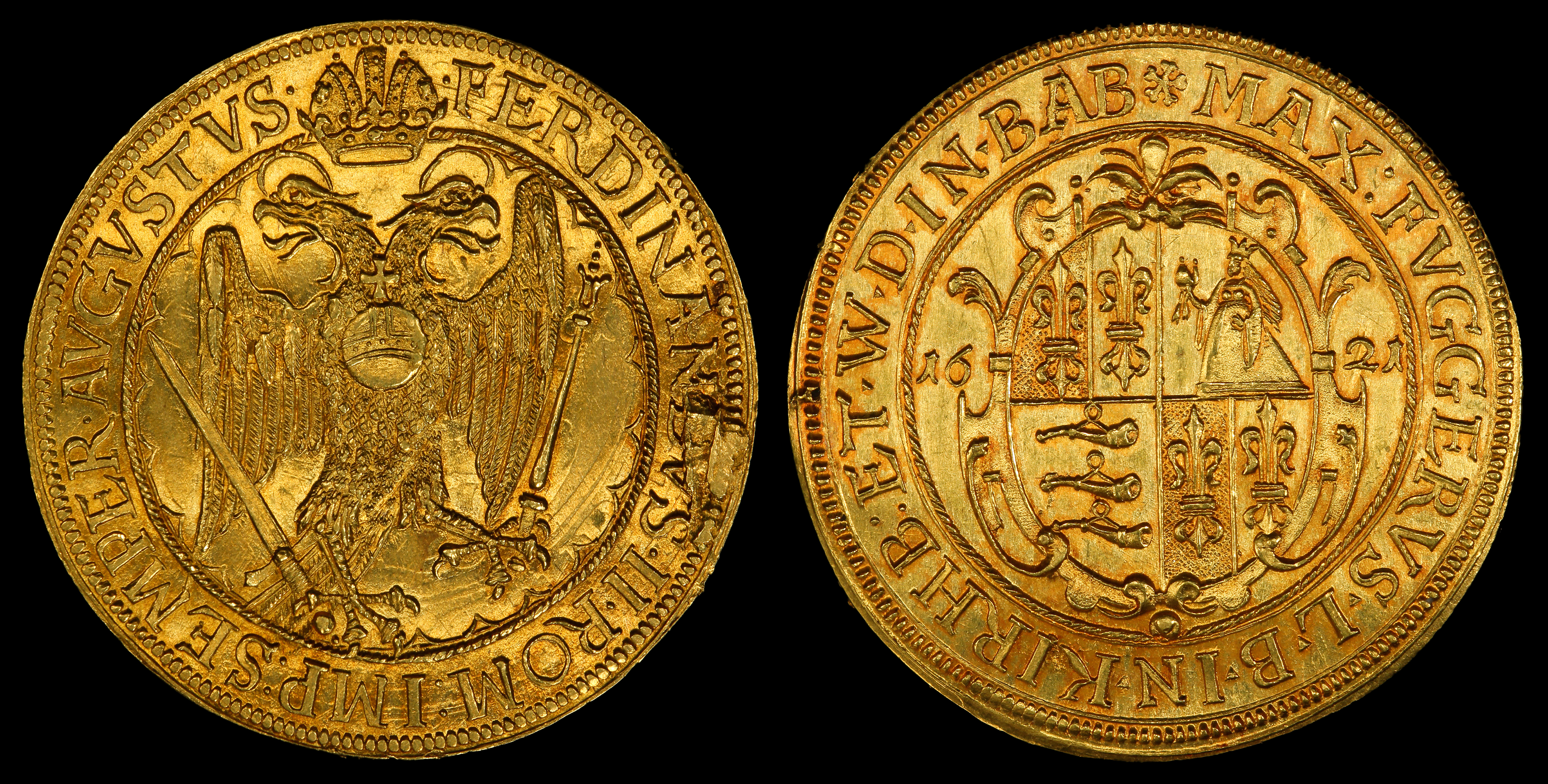
10 дукатов (1621 г.), выпущенных в качестве валюты в обращении семьёй Фуггеров

В первобытном обществе уровень экономического развития был низким, обеспечивающим потребление на грани физического выживания. Сначала первобытные люди добывали средства к существованию охотой и собирательством, но в результате неолитической революции возникли земледелие и животноводство. Развитие общества привело к разделению труда — выделились земледельческие и пастушеские племена, выделились ремесленники, первыми из которых были кузнецы. Появились социальное неравенство, социальные классы и государство. Возникло рабовладение.
Постепенно развивался товарообмен, который сначала осуществлялся в форме натурального обмена (бартера), но с появлением денег превратился в торговлю. Тем не менее, в обществах Древнего мира и Средневековья преобладающим было натуральное хозяйство. Во многих государствах древности существовала так называемая дворцовая экономика, основанная на сочетании планового хозяйства (позволяющего осуществлять крупные общественные работы, такие как орошение, сооружение дворцов и пирамид) и натурального хозяйства.
С началом крестовых походов европейцы заново открыли для себя пряности, шёлк и другие товары, ставшие редкими в Европе в Средние века. Это открытие привело к расширению торговли и обострению торговой конкуренции со странами Востока.
С конца XV века началась Эпоха великих географических открытий, которая привела к тому, что сложилась мировая экономика и началась эпоха первоначального накопления.
С последней четверти XVIII века началась промышленная революция, которая привела к тому, что в наиболее развитых странах большинство населения к концу XIX века было занято уже не в сельском хозяйстве, а в промышленности. Преобладающей экономической системой стал капитализм, происходил процесс превращения традиционного общества в современное, аграрного общества в индустриальное общество.
В XX веке в ряде стран была создана административно-командная социалистическая экономика. В остальных странах происходило развитие капитализма. Во второй половине XX века началась научно-техническая революция, в результате которой индустриальное общество в наиболее развитых странах стало превращаться в постиндустриальное. В ряде стран, в том числе в России, переход к постиндустриальной экономике тормозится в силу ряда объективных и субъективных причин.

## Крупнейшие экономики мира по ВВП

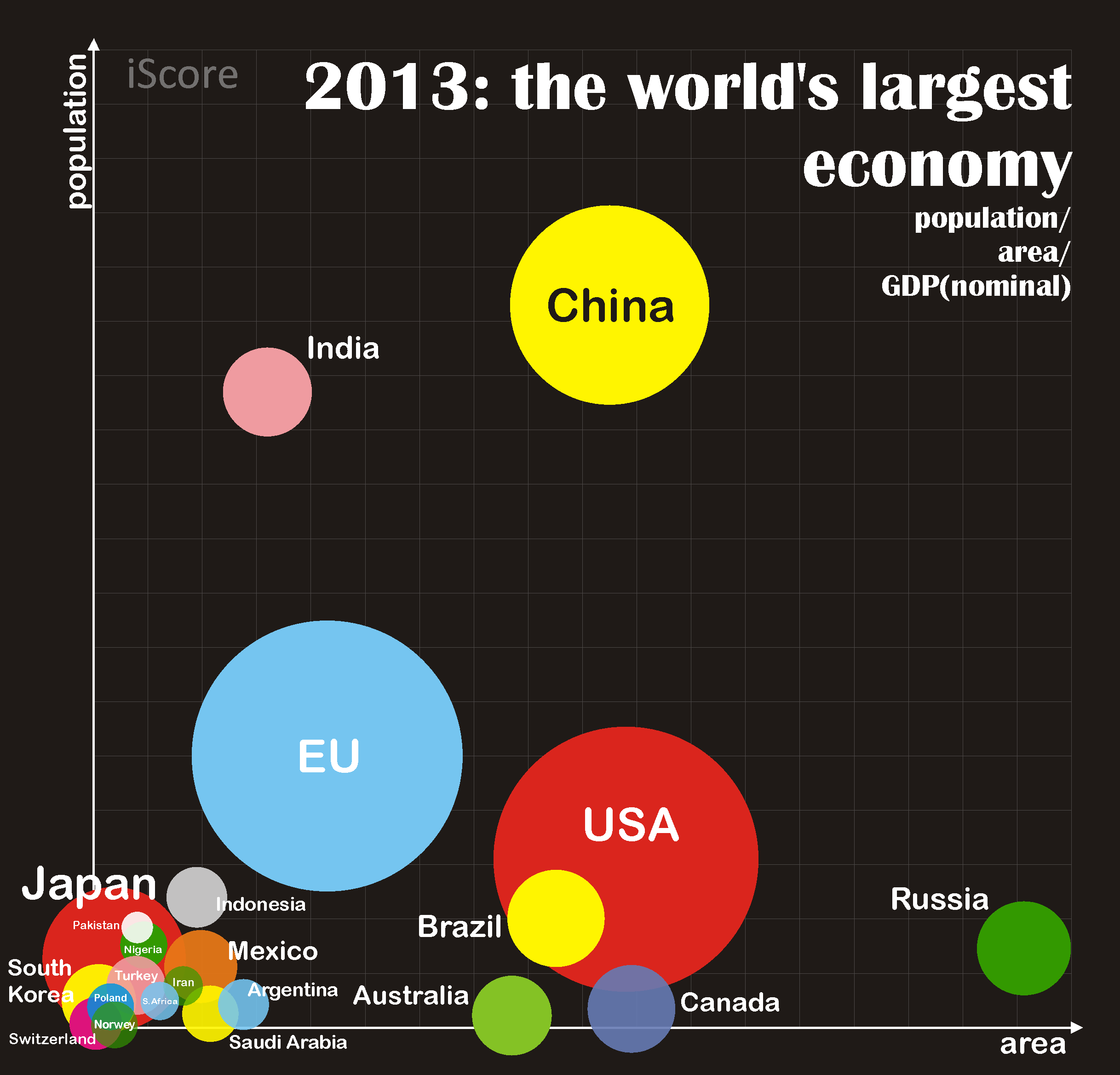
Крупнейшие экономики мира на 2013 год

Крупнейшие экономики мира в 2020 году по размеру ВВП (в триллионах долларов США)
| Место | Страна           | ВВП   |
|       | Весь мир         | 62,91 |
|       | Европейский союз | 16,28 |
| 1     | США              | 21,44 |
| 2     | Китай            | 14,14 |
| 3     | Япония           | 5,15  |
| 4     | Германия         | 3,86  |
| 5     | Индия            | 2,94  |
| 6     | Великобритания   | 2,74  |
| 7     | Франция          | 2,71  |
| 8     | Италия           | 1,99  |
| 9     | Бразилия         | 1,85  |
| 10    | Канада           | 1,73  |
| 11    | Россия           | 1,64  |
| 12    | Южная Корея      | 1,63  |
| 13    | Испания          | 1,4   |
| 14    | Австралия        | 1,38  |
| 15    | Мексика          | 1,27  |

- Отрасль экономики
- Народное хозяйство
- Инновационная экономика
- Экономическая социология
- Электронная экономика